# Polypodium eleutherophlebium
Polypodium eleutherophlebium là một loài thực vật có mạch trong họ Polypodiaceae. Loài này được (Fée) Mett. miêu tả khoa học đầu tiên năm 1857.